# Hämnaren (tecknad serie)
Hämnaren (The Avenger i original) var en brittisk tecknad äventyrsserie om en skollärare som utrustade sig med en kraftlans och andra tekniska hjälpmedel, satte på sig en dräkt och en visirhjälm och började bekämpa brott på sin motorcykel. Serien gavs ut av brittiska IPC och publicerades ursprungligen i tidningen Eagle 1987. Manus gjordes av Tom Tully och teckningarna av Mike Western.
På svenska gick serien i tidningen Barracuda.